# Destiny’s Child
Destiny’s Child („Kind des Schicksals“) war eine US-amerikanische Contemporary-R&B-Girlgroup, zuletzt bestehend aus den drei Sängerinnen Beyoncé Knowles, Kelly Rowland und Michelle Williams. Nach der Veröffentlichung ihres Greatest-Hits-Albums im Herbst 2005 und über 60 Millionen verkauften Tonträgern trennte sich die Gruppe.

## Bandgeschichte

### Die Anfänge
Destiny’s Childs Wurzeln reichen ins Jahr 1990 zurück, als Beyoncé Knowles und LaTavia Roberson im Alter von neun Jahren die von Beyoncés Vater Matthew gemanagte Tanz- und Gesangsgruppe Girl’s Tyme ins Leben riefen. Ein Jahr später stieß Beyoncés Schulfreundin Kelly Rowland hinzu, 1993 folgte LeToya Luckett. Die Gruppe absolvierte zunächst kleinere Auftritte und nahm bei lokalen, aber auch im Fernsehen ausgestrahlten Talentwettbewerben teil, darunter das Erfolgsformat Star Search. 1995 unterzeichneten sie als Destiny’s Child schließlich ihren ersten Plattenvertrag bei Elektra Records. Unzufrieden mit der Zusammenarbeit wechselte die Gruppe bald zu Columbia Records.

### Destiny’s Child
1997 veröffentlichte die Gruppe ihren ersten Song Killing Time auf dem Soundtrack zum Kinoerfolg Men in Black. Wenig später kam ihr Debütalbum Destiny’s Child auf den Markt, das unterschiedliche Meinungen hervorrief. Trotzdem konnte die Gruppe mit der Auskopplung No, No, No, produziert von Rapper Wyclef Jean, ihren ersten Charthit verbuchen. Obwohl die zweite Single With Me nicht an den Erfolg der Debütsingle anknüpfen konnten, erreichte das Album später Platinstatus.

### The Writing’s on the Wall
Ein Jahr später kehrten Destiny’s Child für die Aufnahmen zu ihrem zweiten Album The Writing’s on the Wall ins Studio zurück. Die unter anderem von Missy Elliott, Rodney „Darkchild“ Jerkins, Chad Elliot, Daryl Simmons und Beyoncé produzierte Platte übertraf den Erfolg des Debüts bei Weitem und verkaufte sich in den folgenden zwei Jahren nicht zuletzt dank der Hitsingles Bills, Bills, Bills, Jumpin’ Jumpin’ und vor allem Say My Name mehr als 13 Millionen Mal weltweit.

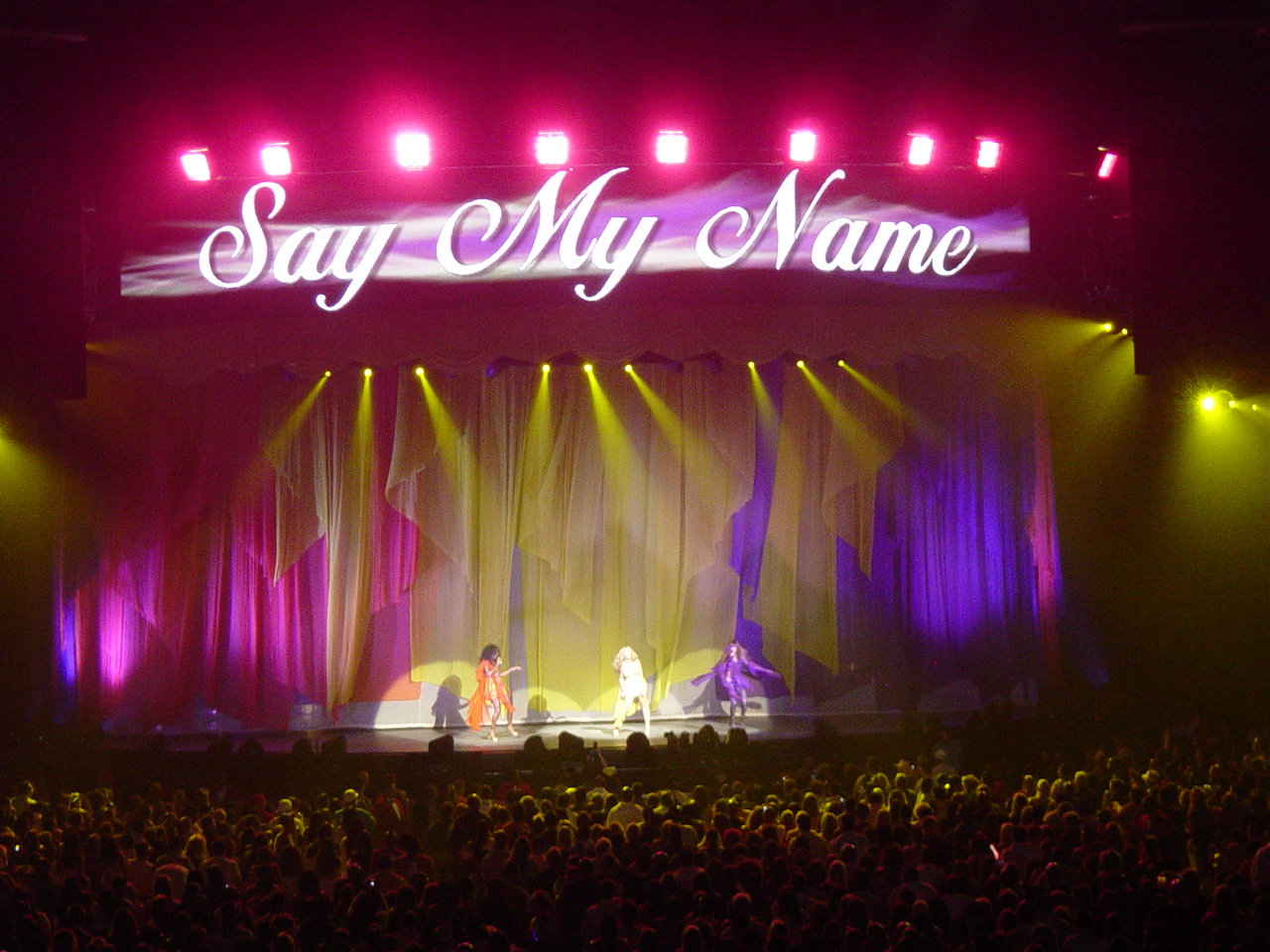
Die Band singt den Hit Say My Name

Trotz des anhaltenden Erfolges zerbrach das ursprüngliche Quartett schließlich Anfang 2000. LaTavia Roberson und LeToya Luckett warfen Manager Matthew Knowles vor, sich an finanziellen Einkünften der Band zu bedienen, während sein eigentliches Interesse ohnehin nur der Karriere seiner Tochter Beyoncé gegolten habe. Obwohl weder Roberson noch Luckett beabsichtigt hatten, die Band zu verlassen, wurden mit dem Video zur Single Say My Name unmittelbar zwei neue Mitglieder – Michelle Williams und Farrah Franklin – vorgestellt. Roberson und Luckett gingen danach gerichtlich gegen die Gruppe und den Manager vor, ließen das Verfahren gegen Knowles und Rowland später jedoch einstellen.
Im Juli 2000 verließ schließlich auch Farrah Franklin nach gesundheitlichen Problemen und zunehmender Abwesenheit die Band. Destiny’s Child blieben daraufhin als Trio bestehen und veröffentlichte im Spätherbst 2000 die Single Independent Women (Part I), den Titelsong zum Blockbuster 3 Engel für Charlie. Das Lied stand elf Wochen an der Spitze der US-amerikanischen Billboardcharts und verhalf der Gruppe auch international zum endgültigen Durchbruch. Kurz darauf gewann die Band zwei Grammys für „Best R&B Performance by a Duo or Group with Vocal“ und „Best R&B Song“ für Say My Name.

### Survivor
Das daraufhin veröffentlichte dritte Album der Band, Survivor, erreichte sowohl in Deutschland, Österreich und der Schweiz als auch in Großbritannien, Australien und in den USA Platz eins der Albumcharts und verkaufte sich allein in den Vereinigten Staaten in der ersten Woche 663.000 Mal. Mit der gleichnamigen Single sowie dem später ausgekoppelten Bootylicious brachte die Platte zwei weitere international erfolgreiche Charttopper hervor; auch Emotion, eine Coverversion des gleichnamigen Hits der Bee Gees, und Nasty Girl, die Leadsingle des parallel veröffentlichten Remixalbums This Is the Remix, konnten an den Erfolg der vorherigen Auskopplungen anschließen.
Passend zur Jahreszeit veröffentlichte die Gruppe Ende des Jahres 2001 ihr erstes Weihnachtsalbum, 8 Days of Christmas. Nach der Veröffentlichung der gleichnamigen Single und der darauffolgenden Welttournee im Jahre 2002 trennten sich die Wege des Trios zu Gunsten individueller Solokarrieren zunächst.

### Destiny Fulfilled

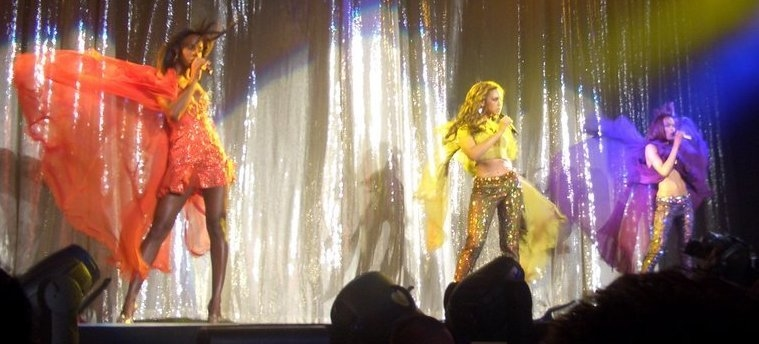
Destiny’s Child (2005)

Im November 2004 veröffentlichte das wiedervereinte Trio sein viertes Album Destiny Fulfilled. Das von Rodney Jerkins, Mario Winans und 9th Wonder produzierte Album bescherte der Band mit Lose My Breath, Soldier (feat. T.I. und Lil Wayne), der Mid-Tempo-Balladen Girl und Cater 2 U vier weitere internationale Top-10-Hits. Das Album verkaufte sich weltweit mehr als acht Millionen Mal, konnte jedoch nicht an den großen Erfolg der beiden vorherigen Alben anschließen.
Am 11. Juni 2005 verkündeten Destiny’s Child im Zuge ihrer Welttour Destiny Fulfilled … And Lovin’ It in Barcelona schließlich ihre endgültige Trennung. Während die Gruppe in den Folgemonaten mit mehreren Preisen (darunter drei World Music Awards) geehrt wurde, erschien neben einer DVD zur Welttournee auch das Greatest-Hits-Album #1’s. Die Platte brachte mit Stand Up for Love, der Hymne zum Kindertag 2005, die letzte gemeinsame Single der Band hervor, deren Mitglieder ab März 2006 getrennte Wege gingen.
Im Dezember 2007 gab Kelly Rowland bekannt, dass sie mit ihren Bandkolleginnen Beyoncé Knowles und Michelle Williams über eine erneute Wiedervereinigung im Jahre 2008 nachdenken würde. 2008 schloss Williams dies aus.

### Love Songs

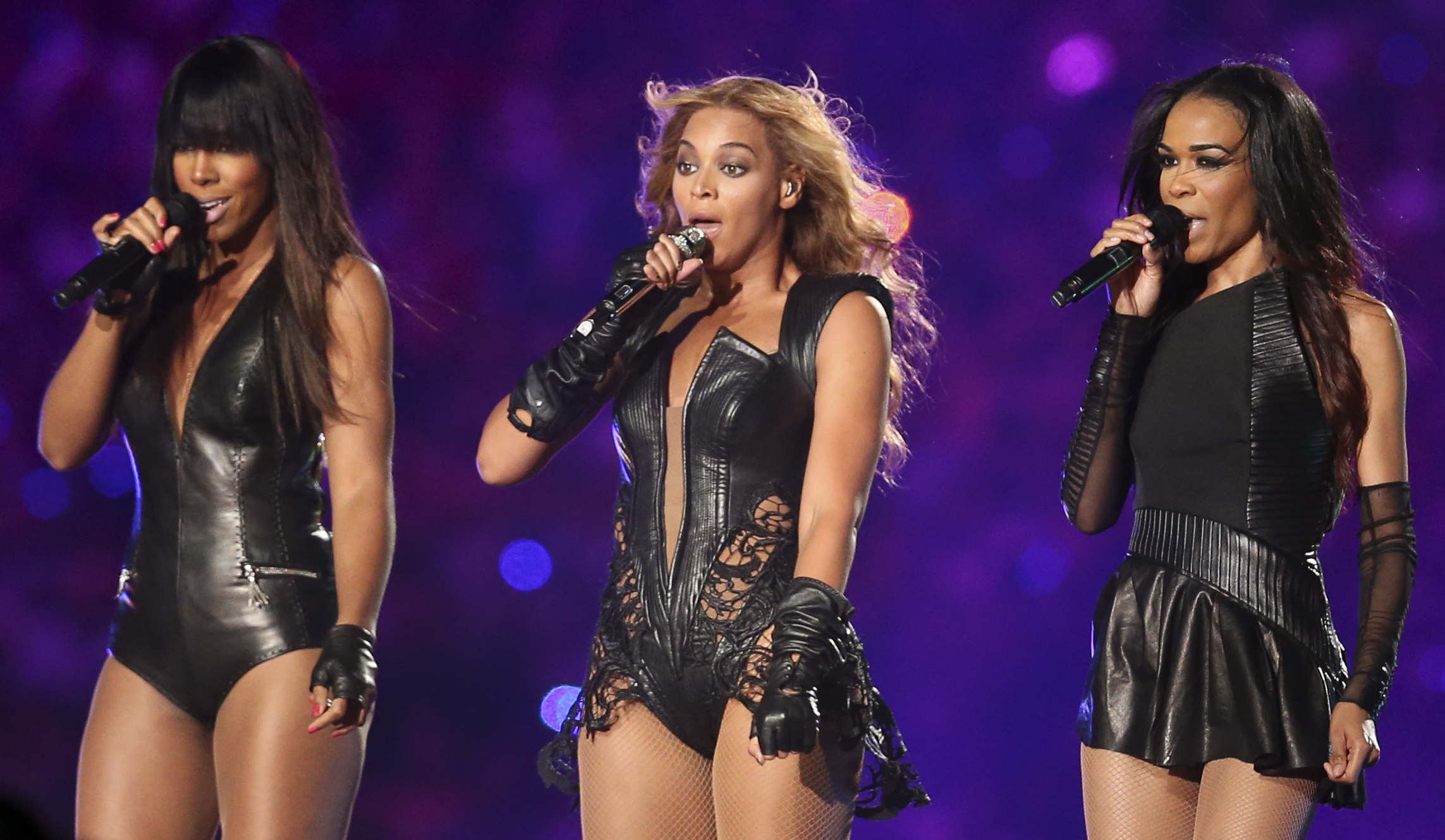
Destiny's Child (2013)

Zum 15-jährigen Bandjubiläum brachte die Gruppe im Oktober 2012 ihr zweites Kompilationsalbum Playlist: The Very Best of Destiny’s Child auf den Markt. Im Januar 2013 wurde eine dritte Kompilation mit dem Titel Love Songs angekündigt. Eine Singleauskopplung zum Album, das Ende Januar 2013 erschien, trägt den Titel Nuclear. Beim Super Bowl XLVII im Februar 2013 traten Destiny’s Child erstmals seit ihrer Trennung 2005 in der Halbzeitshow wieder gemeinsam live auf. Einen weiteren gemeinsamen Auftritt absolvierte die Gruppe 2018 während Beyoncés Auftritt beim Coachella Valley Music and Arts Festival.

## Zeitleiste: Bandmitglieder
| Mitglied | Mitglied                      | 1990 | 1990 | 1991 | 1991 | 1992 | 1992 | 1993 | 1993 | 1994 | 1994 | 1995 | 1995 | 1996 | 1996 | 1997 | 1997 | 1998 | 1998 | 1999 | 1999 | 2000 | 2000 | 2001 | 2001 | 2002 | 2002 | 2003 | 2003 | 2004 | 2004 | 2005 | 2005 |
| -------- | ----------------------------- | ---- | ---- | ---- | ---- | ---- | ---- | ---- | ---- | ---- | ---- | ---- | ---- | ---- | ---- | ---- | ---- | ---- | ---- | ---- | ---- | ---- | ---- | ---- | ---- | ---- | ---- | ---- | ---- | ---- | ---- | ---- | ---- |
|          | LeToya Luckett (1993–2000)    |      |      |      |      |      |      |      |      |      |      |      |      |      |      |      |      |      |      |      |      |      |      |      |      |      |      |      |      |      |      |      |      |
|          | LaTavia Roberson (1990–2000)  |      |      |      |      |      |      |      |      |      |      |      |      |      |      |      |      |      |      |      |      |      |      |      |      |      |      |      |      |      |      |      |      |
|          | Beyoncé Knowles (1990–2005)   |      |      |      |      |      |      |      |      |      |      |      |      |      |      |      |      |      |      |      |      |      |      |      |      |      |      |      |      |      |      |      |      |
|          | Kelly Rowland (1991–2005)     |      |      |      |      |      |      |      |      |      |      |      |      |      |      |      |      |      |      |      |      |      |      |      |      |      |      |      |      |      |      |      |      |
|          | Michelle Williams (2000–2005) |      |      |      |      |      |      |      |      |      |      |      |      |      |      |      |      |      |      |      |      |      |      |      |      |      |      |      |      |      |      |      |      |
|          | Farrah Franklin (2000)        |      |      |      |      |      |      |      |      |      |      |      |      |      |      |      |      |      |      |      |      |      |      |      |      |      |      |      |      |      |      |      |      |

## Diskografie
Studioalben

| Jahr | Titel Musiklabel                                  | Höchstplatzierung, Gesamtwochen, AuszeichnungChartplatzierungen (Jahr, Titel, Musiklabel, Platzierungen, Wochen, Auszeichnungen, Anmerkungen) | Höchstplatzierung, Gesamtwochen, AuszeichnungChartplatzierungen (Jahr, Titel, Musiklabel, Platzierungen, Wochen, Auszeichnungen, Anmerkungen) | Höchstplatzierung, Gesamtwochen, AuszeichnungChartplatzierungen (Jahr, Titel, Musiklabel, Platzierungen, Wochen, Auszeichnungen, Anmerkungen) | Höchstplatzierung, Gesamtwochen, AuszeichnungChartplatzierungen (Jahr, Titel, Musiklabel, Platzierungen, Wochen, Auszeichnungen, Anmerkungen) | Höchstplatzierung, Gesamtwochen, AuszeichnungChartplatzierungen (Jahr, Titel, Musiklabel, Platzierungen, Wochen, Auszeichnungen, Anmerkungen) | Höchstplatzierung, Gesamtwochen, AuszeichnungChartplatzierungen (Jahr, Titel, Musiklabel, Platzierungen, Wochen, Auszeichnungen, Anmerkungen) | Anmerkungen                                                   |
| Jahr | Titel Musiklabel                                  | DE | AT | CH | UK | US | R&B | Anmerkungen                                                   |
| ---- | ------------------------------------------------- | --- | --- | --- | --- | --- | --- | ------------------------------------------------------------- |
| 1998 | Destiny’s Child Columbia Records (Sony)           | — | — | — | UK45 Gold · (5 Wo.)UK | US67 Platin · (26 Wo.)US | R&B14 (27 Wo.)R&B | Erstveröffentlichung: 17. Februar 1998 Verkäufe: + 1.300.000  |
| 1999 | The Writing’s on the Wall Columbia Records (Sony) | DE21 Gold · (57 Wo.)DE | AT18 (11 Wo.)AT | CH23 Gold · (72 Wo.)CH | UK10 ×3Dreifachplatin · (91 Wo.)UK | US5 ×8Achtfachplatin · (99 Wo.)US | R&B2 (95 Wo.)R&B | Erstveröffentlichung: 23. Juli 1999 Verkäufe: + 13.000.000    |
| 2001 | Survivor Columbia Records (Sony)                  | DE1 Platin · (43 Wo.)DE | AT1 Gold · (24 Wo.)AT | CH1 Platin · (39 Wo.)CH | UK1 ×3Dreifachplatin · (50 Wo.)UK | US1 ×4Vierfachplatin · (46 Wo.)US | R&B1 (45 Wo.)R&B | Erstveröffentlichung: 25. April 2001 Verkäufe: + 7.189.121    |
| 2004 | Destiny Fulfilled Columbia Records (Sony)         | DE3 Platin · (22 Wo.)DE | AT8 (16 Wo.)AT | CH3 Gold · (22 Wo.)CH | UK5 ×2Doppelplatin · (25 Wo.)UK | US2 ×3Dreifachplatin · (50 Wo.)US | R&B1 (61 Wo.)R&B | Erstveröffentlichung: 10. November 2004 Verkäufe: + 4.435.000 |